# Chitoniscus lobiventris
Chitoniscus lobiventris är en insektsart som först beskrevs av Blanchard 1853.  Chitoniscus lobiventris ingår i släktet Chitoniscus och familjen Phylliidae. Inga underarter finns listade i Catalogue of Life.